# Храбрец (фильм)
«Храбре́ц» (англ. The Brave) — кинофильм, снятый актёром Джонни Деппом по повести Грегори Макдональда The Brave (в русском переводе — «Отчаянный», «Смельчак»). Помимо режиссирования, Депп сыграл в фильме главную роль.
Кинолента является режиссёрским дебютом Джонни Деппа. Презентация самого фильма состоялась на Каннском фестивале 1997 года.

## Сюжет
Безработный и отсидевший в тюрьме индеец по имени Рафаэль ищет работу, чтобы прокормить свою семью, живущую на свалке возле города. Он попадается на глаза к продюсеру фильма, в планах которого снять настоящее убийство, и тот предлагает сделку: жестокая смерть за сумму в 50 тысяч долларов. Герою даётся всего одна неделя. Он продолжает жить своей обычной жизнью, не прикасаясь к авансу продюсера, но вскоре к нему приходит понимание того, что назад хода нет. И Рафаэль пытается за оставшееся время помочь своей семье, сделать её жизнь хоть немного приятнее, но предстоит неминуемая расплата…

## В ролях
- Джонни Депп — Рафаэль[3]
- Марлон Брандо — Маккарти[3]
- Маршалл Белл — Ларри
- Коди Лайтнинг — Фрэнки
- Фредерик Форрест — Лу-старший
- Люпе Онтиверос — Мария